# موش‌های حشره‌خوار کوه ایساروگ
موش‌های حشره‌خوار کوه ایساروگ (نام علمی: Archboldomys) نام یک سرده از زیرخانواده نیاموشان است.

## گونه‌ها
- موش حشره‌خوار کوه ایساروگ
- موش حشره‌خوار سیرا مادره
- موش حشره‌خوار کوردیرا